# Анна Византийская
Анна Византийская (греч. Ἄννα Πορφυρογέννητη, 13 марта 963, Константинополь — около 1011, Киев) — византийская царевна из Македонской династии (царица по ПВЛ), жена киевского великого князя Владимира Святославича, крестителя Руси.
После захвата русами греческого города Корсуни в Крыму родная сестра византийского императора Василия II была отправлена в жёны князю Владимиру, чтобы выполнить условия соглашения о русской военной помощи Византии.

## Биография

### Византийская царевна
Анна родилась 13 марта 963 года в семье византийского императора Романа II и Феофано. Лев Диакон описывал Феофано как «наиболее прекрасную, обольстительную и утонченную женщину своего времени, одинаково выделявшуюся своей красотой, способностями, честолюбием и порочностью». По одной из версий, она была дочерью трактирщика Кратира, имела при рождении имя Анастасия, а после замужества сменила на тронное Феофано.
Анна была единственной сестрой правящего императора Василия II Болгаробойцы (976—1025) и его брата-соправителя Константина VIII (976—1028). Родилась она всего за 2 дня до смерти своего отца, императора Романа II, что отметил византийский историк Иоанн Скилица, благодаря чему стала известна дата её рождения: 13 марта 963 года.
По сообщению Скилицы, смерть 24-летнего Романа II была вызвана «изнурением плоти позорнейшими и сластолюбивыми поступками», но по слухам он был отравлен. Императором стал командующий войсками Востока Никифор II Фока, сразу женившийся на матери Анны, царице Феофано.
Дед Анны, император Константин VII Багрянородный написал для сына (949) трактат «Об управлении империей», в котором выразил отношение правителей Византии к династическим бракам с варварскими северными народами, в числе которых он указал и русов:

«Если когда-либо народ какой-нибудь из этих неверных и нечестивых северных племен попросит о родстве через брак с василевсом ромеев, то есть либо дочь его получить в жены, либо выдать свою дочь, василевсу ли в жены или сыну василевса, должно тебе отклонить и эту их неразумную просьбу […] Поскольку каждый народ имеет различные обычаи, разные законы и установления, он должен держаться своих порядков, и союзы для смешения жизней заключать и творить внутри одного и того же народа.»

Исключение Константин Багрянородный сделал для правящих домов Западной Европы, «франков». Однако обстоятельства вынуждали греческих императоров вступать в родство с соседями. Так, Никифор II Фока хотел женить своих пасынков Василия II и Константина VIII на болгарских царевнах, но был свергнут с трона своей женой Феофано, возведшей на престол Иоанна I Цимисхия.
Цимисхий, однако, не стал жениться на Феофано, как она того ожидала, а отправил её в изгнание. Вместе с матерью, вероятно, последовала и 6-летняя Анна.

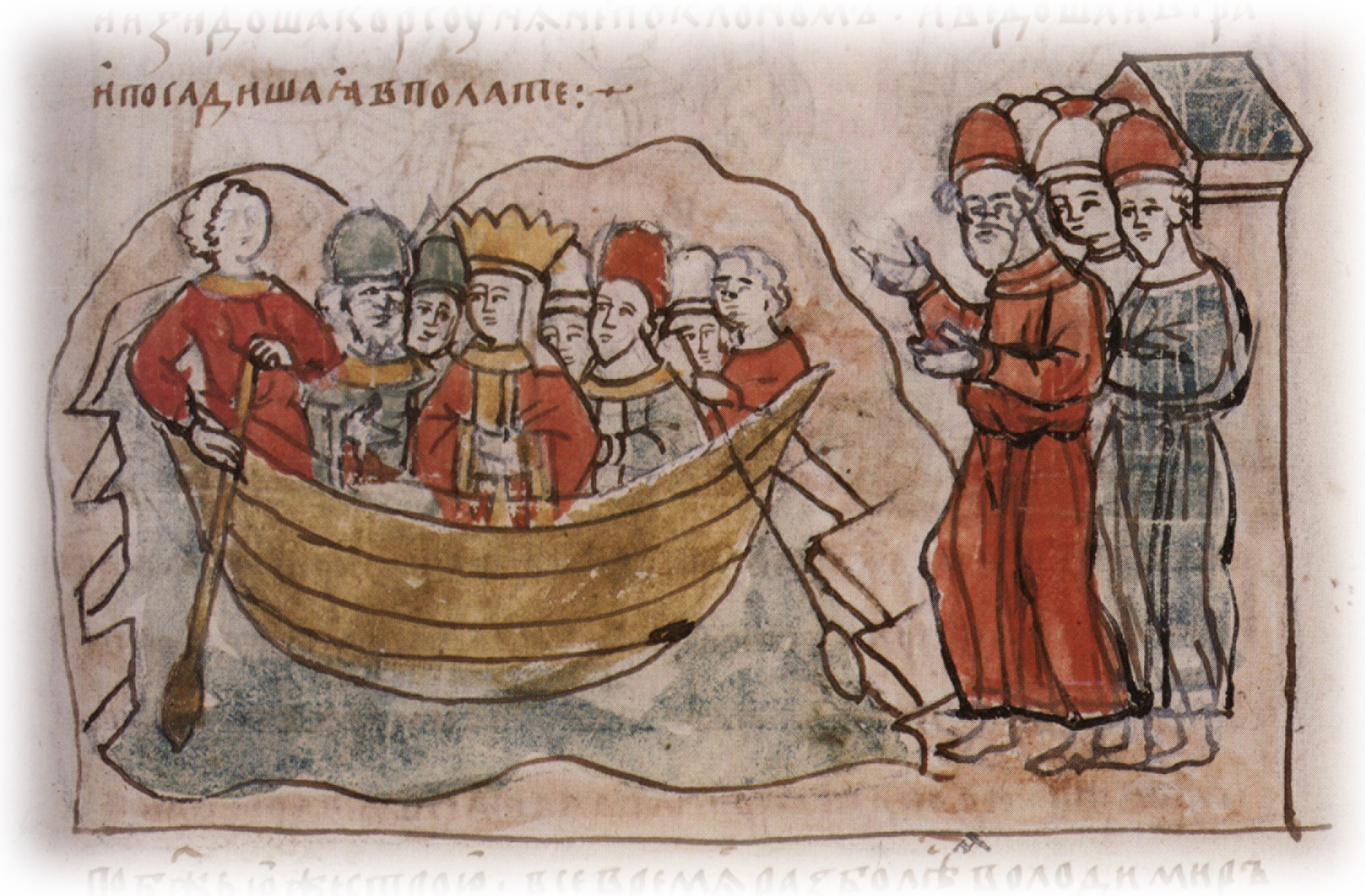
Прибытие царевны Анны в Корсунь, встреча её Владимиром I Крестителем

Только после смерти Иоанна Цимисхия (976) повзрослевшие Василий II и Константин VIII стали править сами, а багрянородная Анна стала завидной невестой, чьей руки добивались правители соседних стран. Её отличали не только знатность и богатство, но, возможно, и красота: хотя описаний внешности Анны не сохранилось, но она могла походить на братьев — голубоглазых, светловолосых, небольшого роста и красивого телосложения. Современники дали ей прозвище Руфа (Рыжая).

### Сватовство германцев, франков и болгар
Хронист XI века Титмар Мерзебургский упомянул о том, что Анна была просватана за наследника Священной Римской империи Оттона III: «Взяв себе из Греции жену, по имени Елена, которая была просватана за Оттона III, но коварным образом отнята у него, он [Владимир] по её убеждению принял святую христианскую веру.» Оттон III родился в 980 и стал императором в 983, Анна была старше его на 17 лет. Возможно Титмар спутал не только её имя, но и жениха. Отец Оттона III, император Оттон II действительно хотел взять в жёны византийскую царевну императорской крови, но в результате в 972 женился на 12-летней Феофано, которая была возможно племянницей византийского императора Иоанна I Цимисхия.
В 988 французский король Гуго Капет обратился с письмом к византийским императорам, желая подобрать для своего сына Роберта II «равную ему невесту». Отец короновал Роберта II в декабре 987, и брак должен был укрепить положение новой династии Капетингов во Франции. Гуго Капет не назвал имени невесты, 16-летнему Роберту II скорее подходила в жёны Евдокия, дочь императора Константина VIII (другие дочери Зоя и Феодора были младше), нежели Анна, однако в династических браках возраст не всегда принимался во внимание. По неизвестным причинам родственный союз не состоялся. Королевой Франции стала через 60 лет (1051) другая Анна, дочь киевского князя Ярослава Мудрого, выйдя замуж за сына Роберта II, короля Генриха I.
Ещё более запутанную историю рассказывает армянский историк Стефан Таронский (Асохик) о сватовстве к Анне (986) одного из болгарских князей:

«В том же году царь Василий отправил его [митрополита Севастии] в страну Булхаров водворить мир. Булхария просила царя Василия отдать сестру свою замуж за её царя. Император в сопровождении митрополита отправил какую-то женщину из своих подданных, похожую на сестру свою. По прибытии той женщины в страну Булхаров, узнали кто она, и потому осудили митрополита как прелюбодея и обманщика; цари булхарские сожгли его, обложив хворостом и соломой.»

Асохик сообщил об этом случае прежде всего, чтобы отметить возмездие, постигшее севастийского митрополита, который притеснял армянских священнослужителей, болгарские дела его интересовали меньше. Историки сомневаются в согласии Василия II породниться через брак с вождём страны, недавно восставшей против византийского владычества. Тем более странен подобный брак на фоне неудачного похода Василия на болгар в том же (986) году.

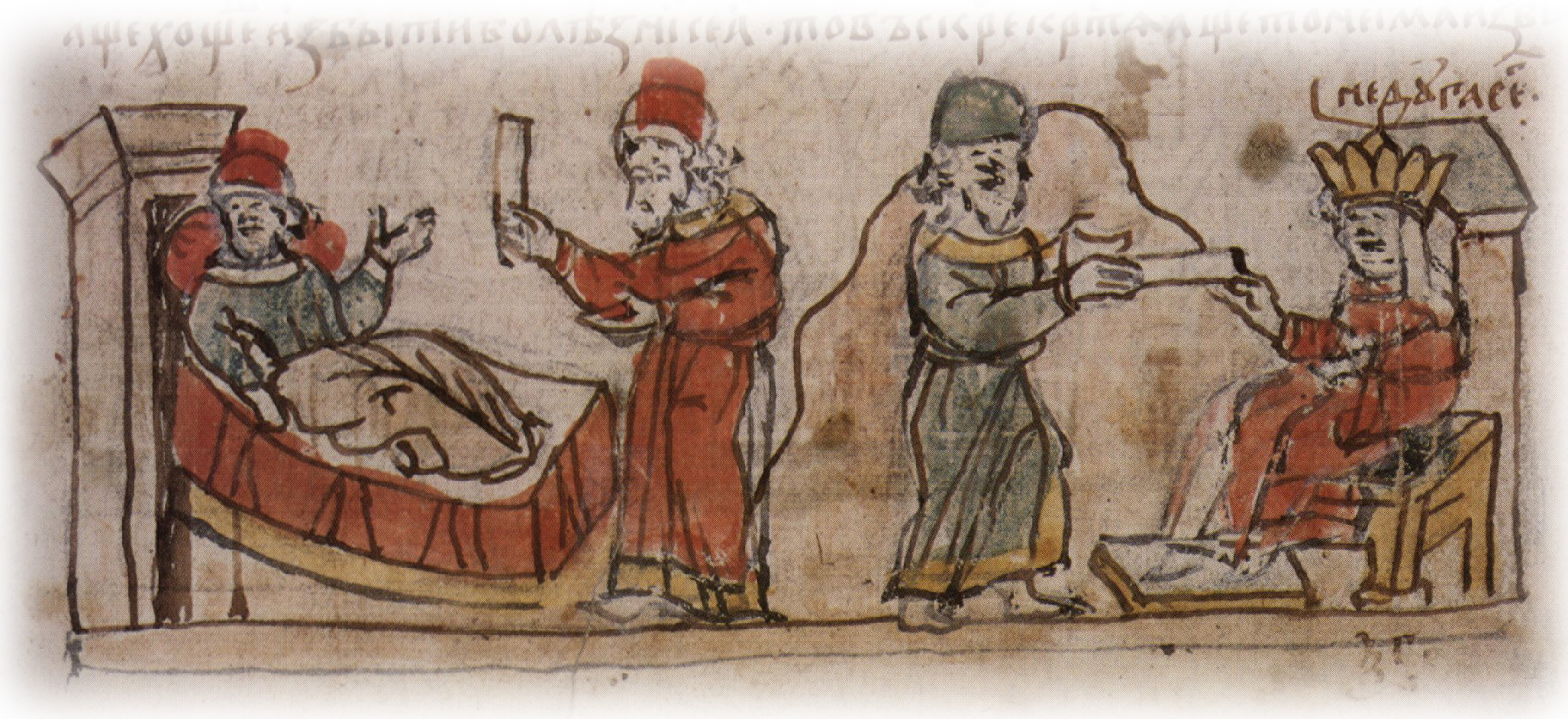
Передача царевной Анной послания Владимиру с советом скорее креститься, чтоб избавиться от болезни глаз

А. В. Назаренко полагает, что на деле у Асохика речь идёт о подмене невесты киевского князя Владимира, который по «Житию» монаха Иакова в 988 году ходил на днепровские пороги, возможно как раз для встречи Анны. Если действительно подмена имела место, это могло дать основание князю двинуться на Корсунь и захватить её на следующий год. По версии Н. Н. Никитенко о заключении династического брака князя Владимира и царевны Анны рассказывают светские фрески двух лестничных башен Софии Киевской, ведущих на княжеские хоры.

### Русская княгиня
Согласно «Повести временных лет», Владимир, захватив Корсунь, потребовал у византийских императоров сестру в жёны, угрожая пойти на Константинополь. Te согласились при условии его крещения. Когда Владимир принял это условие, императоры уговорили Анну отправиться к «тавроскифам», как называли византийцы русских. С плачем царевна попрощалась с близкими, говоря: «Иду, как в полон, лучше бы мне здесь умереть.»
По другой версии, женитьба на Анне и предшествующее этому крещение стало результатом просьбы о помощи со стороны византийского императора Василия II, власти которого угрожал мятежный военачальник Варда Фока. Не имея достаточных сил для борьбы с Фокой, Василий отправил Владимиру просьбу о помощи и пообещал за неё не только обычную денежную выплату, но и руку своей сестры Анны. Владимир послал в Византию дружину из 6000 человек и мятеж был подавлен. Теперь Киевский князь мог жениться на Анне, но необходимо было выполнить ещё одно условие: Владимир должен был креститься сам и крестить свой народ. Владимир выполнил условие ради престижного брака с сестрой правящего византийского императора.
Арабский историк XI века Абу Шуджа ар-Рудравари поддерживает версию летописи о решающей роли Анны в крещении князя Владимира:

«Женщина воспротивилась отдать себя тому, кто расходится с нею в вере. Начались об этом переговоры, которые закончились вступлением царя русов в христианство.»

Встреча византийской принцессы Анны (С.Н. Ефошкин)

При встрече Анна убедила Владимира Святославича принять христианство поскорей. После крещения тут же совершили по христианскому обряду бракосочетание. Вернув Корсунь Византии, князь Владимир с Анной вернулся в Киев, где приступил к крещению народа. Сирийский историк XI века Яхъя Антиохийский заметил, что Анна усердно участвовала в распространении православия на Руси, «построив многие церкви». В церковном уставе Владимира говорится о том, что князь советовался с женой в делах церковных: «сгадав аз с своею княгинею Анною».
Анну в летописи именовали не княгиней, как обычно — но царицей, сохраняя за ней достоинство члена императорской семьи. Царицы, в обычном понимании титула как жены царя, появились на Руси лишь при Иване Грозном.
Анна скончалась в году 6519 от сотворения мира по византийскому календарю, что соответствует 1011/1012 году (новый год считали с 1 сентября), за 4 года до смерти князя Владимира. Как сообщил Титмар Мерзебургский, её гробница затем находилась в церкви Пресвятой Богородицы в Киеве рядом с гробницей мужа.
Спустя примерно 35 лет на Руси появилась ещё одна царица — Мономахиня, дочь (или племянница) византийского императора Константина IX Мономаха, жена князя Всеволода Ярославича и мать Владимира Мономаха. Она не была багрянородной, то есть рождена до воцарения Константина Мономаха. Её история осталась неизвестной, и даже имя известно лишь предположительно: Мария или, по другим источникам, Анастасия. В литературе её часто также называют Анной, путая с её дочерью или с христианским именем её свекрови Ингигерды.

### Дети
Летописи ничего не сообщают о детях Анны, перечисляя подробно сыновей Владимира и их матерей. Однако с XV века возникает тенденция считать сыновьями Анны князей Бориса и Глеба. Эта версия поддерживается некоторыми современными историками. По другой версии, их матерью была неизвестная «болгарыня», возможно из волжских болгар.
Татищев пишет, что у неё от Владимира была дочь Мария, супруга Казимира I, короля польского.

### Анна Византийская в беллетристике
Анна Византийская выступает одним из заметных персонажей исторического романа «Голубь над Понтом» («Когда пал Херсонес») Антонина Ладинского. Об Анне рассказывает историко-документальная книга Н. Никитенко «От Царьграда до Киева: Анна Порфирородная; Мудрый или Окаянный?» Киев, 2012. 327 с.

## В современной культуре
- фильм Владимир Святой (1993; Россия) режиссёр Юрий Томошевский, в роли Анны Елена Джордж.
- фильм Сага древних булгар. Лествица Владимира Красное Солнышко (2004; Россия) режиссёр Булат Мансуров, в роли Анны Анна Михалкова.
- мультфильм Князь Владимир (2006; Россия) режиссёр Юрий Кулаков, Анну озвучивает Ирина Безрукова.